# 샤가스병
샤가스병(Chagas disease)은 기생충의 일종인 크루스파동편모충(Trypanosoma cruzi)에 의해 감염되는 열대질병으로, 1909년 브라질의 의사 카를루스 샤가스가 처음 발견했다. 이 기생충은 침노린재과의 일종인 흡혈곤충 벤추카를 매개체로 인간을 비롯한 포유류에 옮겨지고, 수혈이나 장기 이식, 기생충에 오염된 음식물 섭취를 통해 확산된다.
샤가스병의 증상은 감염 후 경과에 따라 다양하다. 감염 직후의 급성 감염기에는 감염 부위에 생기는 약간의 부종을 제외하고는 일반적으로 별다른 증상을 나타내지 않는다. 그러나 수 년에서 수십년에 달하는 만성 감염기에 접어들면 심장병 및 창자 기형 등의 증상이 나타나게 된다. 적절한 치료가 이뤄지지 않을 경우, 이런 증상은 인체에 치명적이다. 현재의 약물 치료는 일반적으로 그리 적절하지 못한데, 이는 약물의 독성이 강하면서도 그만큼의 효과를 나타내지 못하고 있기 때문이다.
샤가스병의 대부분은 아메리카 대륙에서 발생하고 있으며 특히 멕시코, 중앙아메리카, 남아메리카의 가난한 농촌 지역에 광범위하게 퍼져 있다. 이들 지역의 감염자는 800만에서 1100만명에 달하는 것으로 추정되고 있으나 감염자 대부분은 그들이 감염되었다는 사실을 알지 못하고 있다. 농촌에서 도시, 혹은 다른 지역으로 향하는 대규모 인구 이동 과정에서 이 병의 지리적 확산은 가속화되고 있다. 샤가스병에 대한 대책은 주로 병의 매개체인 곤충을 없애는 것과
전파 경로를 차단하는 것에 집중되고 있다.